# 阿热利耶 (埃罗省)
阿热利耶（法語：Argelliers，法語發音：[aʁʒɛlje]）是法国埃罗省的一个市镇，属于洛代沃区。

## 地理
阿热利耶（43°41'51"N, 3°40'26"E）面积50.29 平方千米，位于法国奧克西塔尼大區埃罗省，该省份为法国南部沿海省份，南濒地中海，西南接奥德省，西北接塔恩省和阿韦龙省，东北与加尔省接壤。
与阿热利耶接壤的市镇（或旧市镇、城区）包括：拉布瓦西耶尔、科斯德拉塞勒、蒙塔尔诺、米尔勒、皮埃沙邦、圣马丹德隆德尔、瓦约凯斯、维奥勒昂拉瓦勒、维奥勒堡。

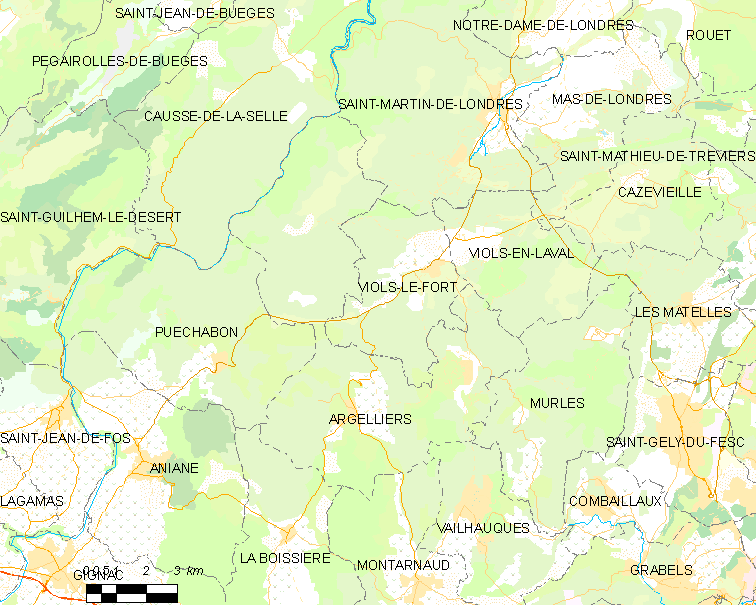
的OSM定位图

阿热利耶的时区为UTC+01:00、UTC+02:00（夏令时）。

## 行政
阿热利耶的邮政编码为34380，INSEE市镇编码为34012。

## 政治
阿热利耶所属的省级选区为日尼亚克县。

## 人口

1962-2008年间人口变化图示

阿热利耶于2022年1月1日时的人口数量为971人。